# مارکو جووانتی
مارکو جووانتی (ایتالیایی: Marco Giovannetti؛ زادهٔ ۴ آوریل ۱۹۶۲) دوچرخه‌سوار اهل ایتالیا است.
وی در مسابقات کشوری و بین‌المللی در مجموع برندهٔ ۱ مدال طلا شده‌است.